# Per Einarsson

Per Einarsson.

Per Einarsson, född 6 november 1966, är en svensk kristdemokratisk politiker och sedan 2018 regionråd och gruppledare för Kristdemokraterna i Region Skåne. Einarsson är ordförande för Psykiatri-, habilitering- och hjälpmedelsnämnden. 
 Per Einarsson har tidigare varit kommunpolitiker i Kristianstads kommun.